# Stěžeň

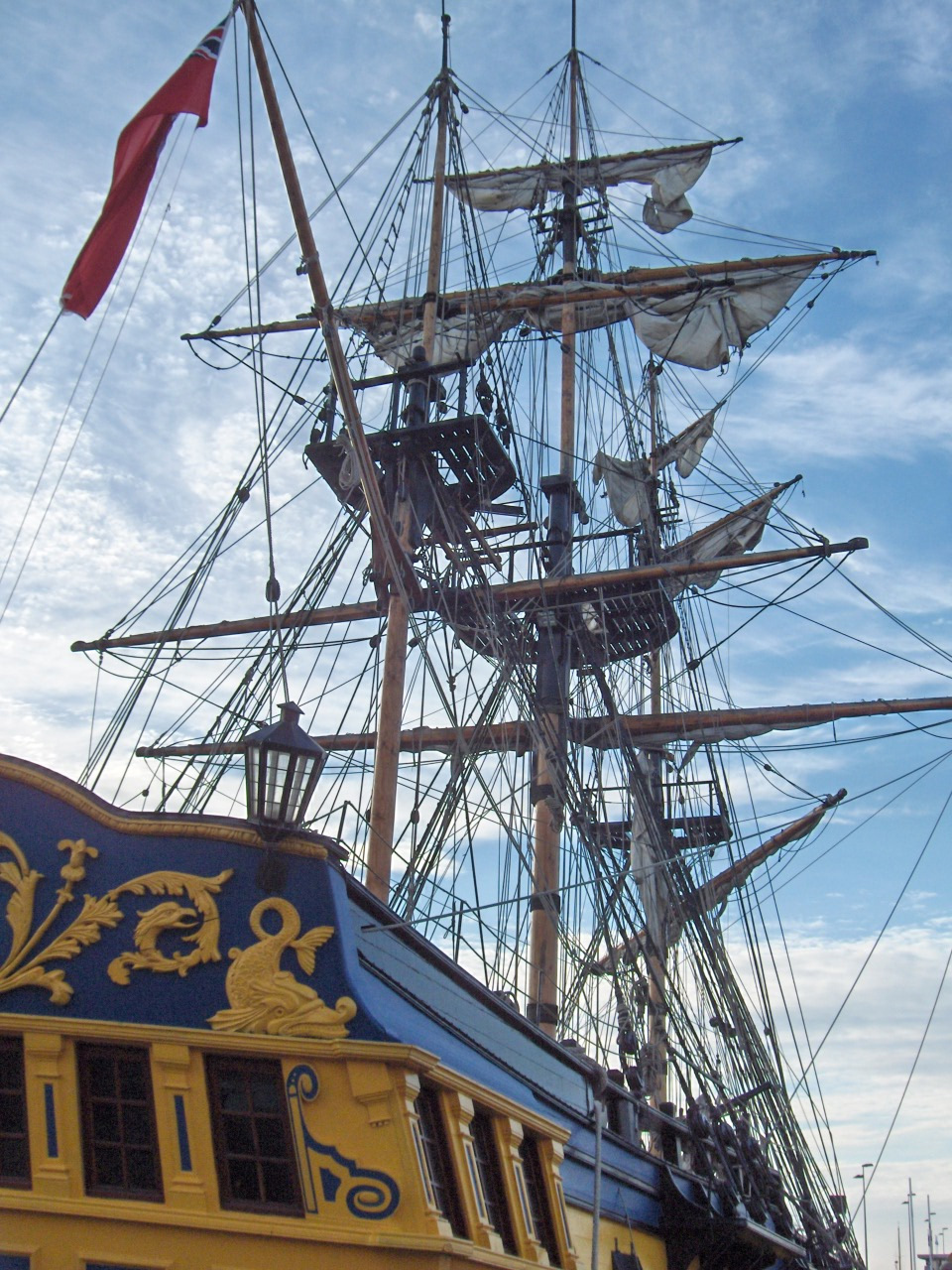
Zadní, hlavní a přední stěžeň na fregatě Grand Turk

Stěžeň je u plachetnice dlouhý vertikální stožár, na kterém jsou zavěšena ráhna a plachty, je tedy nejdůležitější součástí takeláže. Větší lodě mají několik stěžňů, které mají různou velikost a umístění. Stěžeň je zapuštěn do paluby lodi a přenáší sílu větru k pohonu lodi.
Až do 20. století se lodní stěžně vyráběly ze dřeva. Původně stěžeň tvořil vždy jeden celý kmen. Velikost lodí se zvětšovala, a tak později se jeden stěžeň vyráběl až ze tří kmenů. Dolní část takto děleného stěžně se nazýva peň, vyšší části stěžně se nazývají čnělky.
Stěžeň je na lodi často stabilizován soustavou lan - stěhů, úponů a pardun.

## Názvy stěžňů
- Přední stěžeň – první stěžeň, nebo stěžeň před hlavním stěžněm.
- Hlavní stěžeň – nejdelší stěžeň, obvykle se nachází blízko středu lodi.
- Křížový stěžeň, bezan – třetí stěžeň, nebo stěžeň bezprostředně za hlavním stěžněm. Obvykle je kratší než přední stěžeň.
- Bonaventura – čtvrtý stěžeň na karavelách, karakách a galeonách

## Moderní stěžně
Od konce 20. století se plachetnice a jachty používají prakticky pouze pro rekreační a sportovní účely.
V roce 1930 se objevily první plachetnice se stěžni z hliníku.
Od 90. let 20. století se používají pro stavbu stěžňů kompozitní materiály, které mají ještě lepší vlastnosti. Nové materiály umožňují stavět velmi dlouhé stěžně z jediného kusu materiálu. Ty pak mají výbornou pevnost a dobré aerodynamické vlastnosti.